# Johan Rogmans

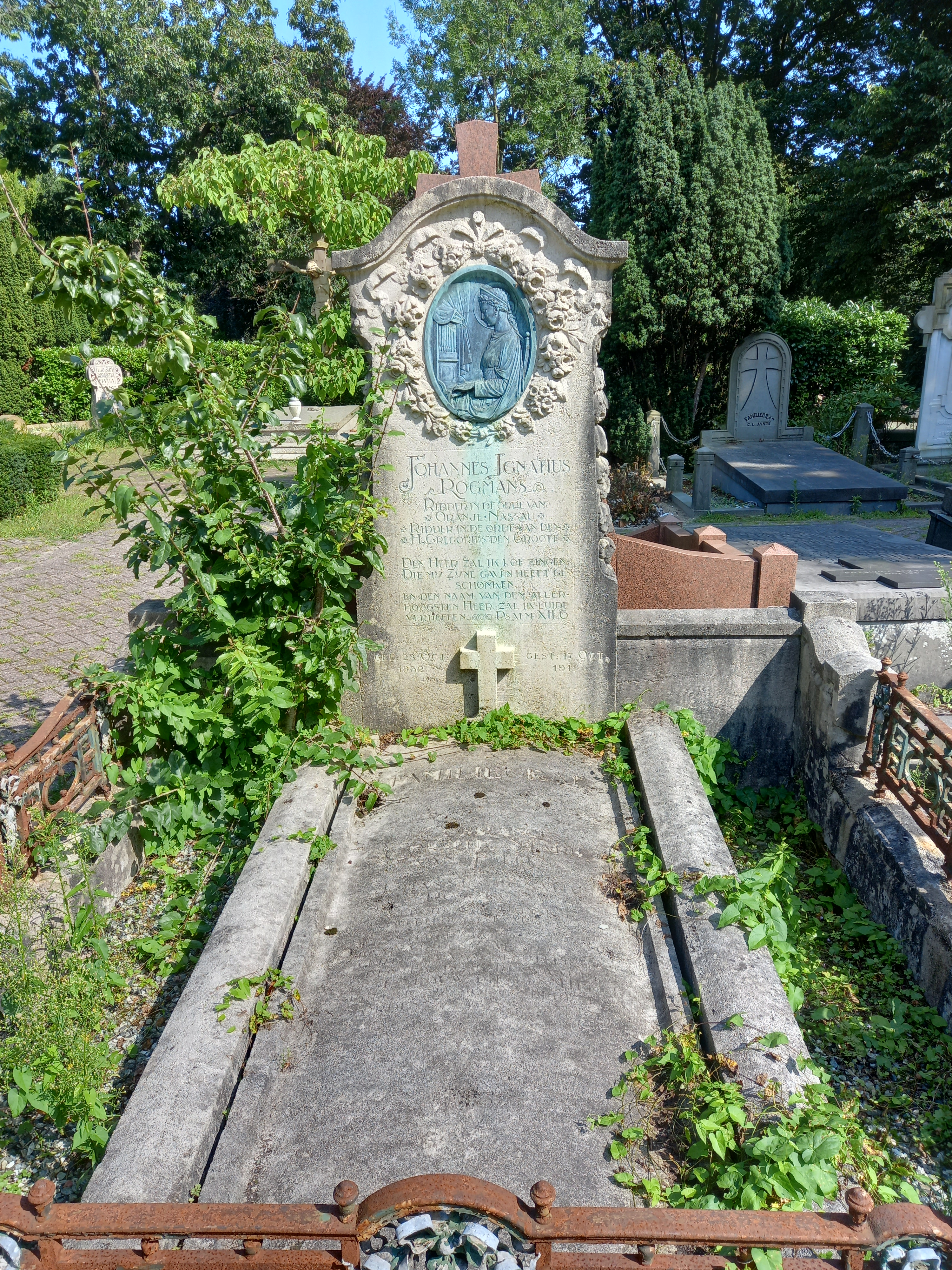
Het graf van Johan Rogmans op Begraafplaats Buitenveldert

Johannes Ignatius (Johan) Rogmans (Haarlem, 23 oktober 1852 – Amsterdam, 17 oktober 1911) was een Nederlands tenor.
Hij was zoon van militair Johannes Antonius Rogmans en Anna Hegemann. Hijzelf trouwde in 1891 met Constance Cornelie Marie van Etten, binnen die familie werd één dochter geboren. Hij was ridder in de Orde van Sint-Gregorius de Grote (1898 door Leo XIII) en in de Orde van Oranje-Nassau (1904). Zijn eredienst vond plaats in de Obrechtkerk (Kerk van Onze-Lieve-Vrouw van de Allerheiligste Rozenkrans), hij woonde namelijk aan de Willemsparkweg. Hij werd begraven op een kerkhof in Buitenveldert.
Zijn muzikale loopbaan begon per toeval. Hij was in militaire dienst en was gelegerd in Gouda. Hij zong met het plaatselijk kerkkoor en viel daarbij op bij leider Joseph Antonius Verheijen, die tevens organist was in de Mozes en Aäronkerk te Amsterdam. Hij liet hem in die kerk zingen en de directeur van dat koor raadde Rogmans aan te dienst te verlaten en gaf hem een baantje als bankmedewerker te Amsterdam, zodat hij muziek kon studeren. Hij kreeg zijn muzikale opleiding aldus vervolgens aan de Muziekschool in Amsterdam. Docenten daarbij waren Herman Molkenboer en Johannes Messchaert. In 1879 benoemde hij zichzelf tot toonkunstenaar (muzikant). Na een van zijn eerste concerten kon hij direct overal aan de slag, vaak gesteund door Johannes Verhulst en Richard Hol. Die laatste koos hem als leidende rol in David bij een uitvoering te Utrecht. Rogmans sloeg zijn vleugels uit en trok Europa in met optredens in België, Duitsland en zelfs Rusland. Een aanbod om bij de opera in Leipzig te gaan zingen, wees hij van de hand. Hij zong zowel voor koning Willem III der Nederlanden in de Stadsschouwburg als voor Wilhelmina der Nederlanden in de Nieuwe Kerk.
Zijn loopbaan stokte door ziekte, een longontsteking in 1903 en een maagkwaal in 1911. Ter gelegenheid van zijn 25-jarig jubileum als zanger in 1904, werd voor hem een concert georganiseerd in het Concertgebouw.
Hij trok zich mede daardoor aan het begin van de 20e eeuw terug, maar zong nog wel regelmatig in de kerk.
Enkele concerten:
- 3 februari 1881: zong met in Die Jahreszeiten van Joseph Haydn, onder leiding van Gustaaf Adolf Heinze
- 29 november/1 december 1903: Amsterdam: Paleis voor Volksvlijt: Die Jahreszeiten van Haydn met het Concertgebouworkest onder leiding van Anton Tierie
- 11 april 1905: Amsterdam: Paleis voor Volksvlijt: laatste concert met het Concertgebouworkest, uitgevoerd werd de Matthäus-Passion

Hij zou in totaal 73 keer zingen bij het Concertgebouworkest, zowel onder leiding van Willem Kes en Willem Mengelberg als een keur van gastdirigenten.